# Grundlagenvertrag

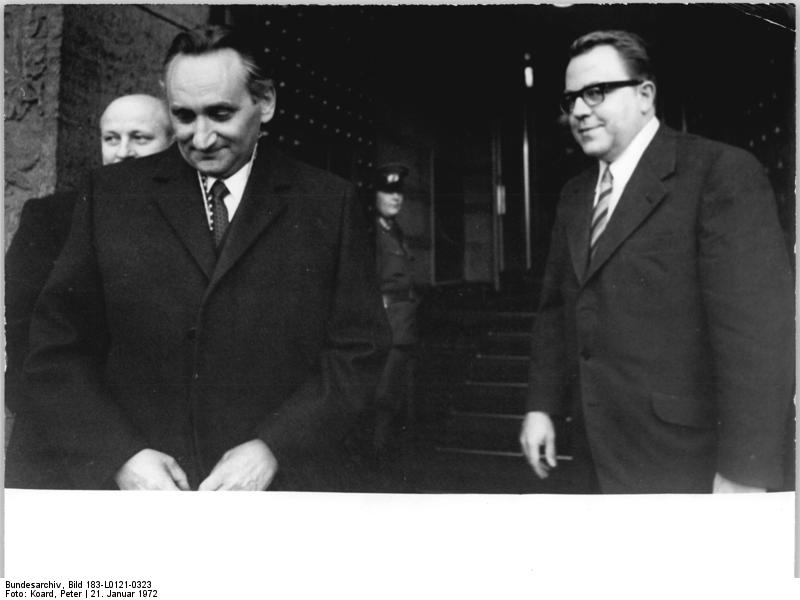
Egon Bahr (links) en Michael Kohl (rechts), architecten van het Grundlagenvertrag

Onder de naam Grundlagenvertrag (Basisverdrag) staat het verdrag over de Duits-Duitse betrekkingen bekend dat de Bondsrepubliek Duitsland en de Duitse Democratische Republiek ondertekenden op 21 december 1972. Het Grundlagenvertrag werd geratificeerd op 11 mei 1973 en trad op 21 juni 1973 in werking.
Bondskanselier Willy Brandt had in het kader van zijn Ostpolitik voorafgaand aan het Grundlagenvertrag een aantal andere verdragen gesloten:
- Op 12 augustus 1970 sloot de Bondsrepubliek met de Sovjet-Unie het Verdrag van Moskou over de Oder-Neissegrens, de DDR en de status van West-Berlijn.
- Op 7 december 1970 sloot de Bondsrepubliek met Polen het Verdrag van Warschau, ook over de Oder-Neissegrens. Op die dag maakte Brandt zijn bekende knieval voor het monument van het Joodse getto.
- Op 17 december 1971 werd, nadat de vier bezettingsmachten in Berlijn op 3 september 1971 het Viermogendhedenakkoord over Berlijn hadden afgesloten over het verkeer tussen West-Berlijn en de Bondsrepubliek.

Met het afsluiten van deze verdragen (en het vertrek van Walter Ulbricht als leider van de DDR) kwam de weg vrij voor een Duits-Duits basisverdrag. De onderhandelingen over het Grundlagenvertrag werden gevoerd door Egon Bahr, West-Duits minister voor bijzondere opgaven en Michael Kohl, Oost-Duits staatssecretaris. Het verdrag werd op 21 december 1972 in Oost-Berlijn door Kohl en Bahr ondertekend.

## Afspraken
Het Grundlagenvertrag bestaat uit 10 artikelen:
- In Artikel 1 wordt de ontwikkeling van gutnachbarliche betrekkingen op basis van gelijkwaardigheid overeengekomen.
- In Artikel 2 onderschrijven beide staten de principes van de Verenigde Naties.
- In Artikel 3 verplichten beide staten zich af te zien van geweld en de onderlinge grenzen te respecteren. Het verdrag sluit grenswijzigingen met wederzijds goedvinden niet uit.
- In Artikel 4 wordt bepaald dat geen van beide staten de ander internationaal kan vertegenwoordigen.
- In Artikel 5 beloven beide staten, dat zij deelnemen aan het proces van Veiligheid en Samenwerking in Europa (OVSE) en dat gestreefd wordt naar ontwapening.
- In Artikel 6 komen beide staten overeen dat zij elkaars zelfstandigheid in binnen- en buitenlandse aangelegenheden respecteren.
- In Artikel 7 worden overeenkomsten voor samenwerking op een groot aantal gebieden (waaronder economie, post, cultuur en sport) in het vooruitzicht gesteld.
- In Artikel 8 wordt de uitwisseling van Permanente Vertegenwoordigers (geen ambassadeurs) overeengekomen.
- Artikel 9 bepaalt dat het Grundlagenvertrag geen invloed heeft op vroegere verdragen.
- Artikel 10 regelt de ratificatie en de inwerkingtreding.

## Grundlagenvertrag en Duitse hereniging
Met het Grundlagenvertrag gaf de Bondsrepubliek het streven naar een Duitse hereniging, waarbij het Duitse volk zelf kon bepalen of het in één of twee staten wilde wonen, niet op. Het regelde slechts de status quo tussen West- en Oost-Duitsland.

## Vervolg
Op 2 mei 1974 begonnen de Permanente Vertegenwoordigers hun werk. In Oost-Berlijn werd Günter Gaus als vertegenwoordiger van de Bondsrepubliek gestationeerd, in Bonn werd Michael Kohl de vertegenwoordiger van de DDR.
West- en Oost-Duitsland kwamen overeen dat zij het lidmaatschap bij de Verenigde Naties zouden aanvragen. Op 18 september 1973 werden zij als lid opgenomen.